# Detroit Rock City (film)
A Detroit Rock City (Detroit Rock City) 1999-ben bemutatott amerikai ifjúsági filmvígjáték, melyet Carl V. Dupré forgatókönyve alapján Adam Rifkin rendezett.
A főbb szerepekben Edward Furlong, Sam Huntington, Giuseppe Andrews és James DeBello látható, továbbá a Kiss zenekar tagjai is feltűnnek a filmben. A filmet – mely címét egy Kiss-dalról kapta – az 1970-es évek Amerikájának kultúrája és zenéje itatja át. Az 1970-es években négy tizenéves fiú mindent megtesz, hogy bálványaikat, a Kiss tagjait élőben is láthassák egy 1978-as detroiti koncerten.
Az Amerikai Egyesült Államokban 1999. augusztus 13-án mutatták be. A Detroit Rock City bevételi és kritikai szempontból is bukásnak bizonyult.

## Cselekmény
1978-ban négy lázadó tizenéves clevelandi fiú – Hawk, Lex, Trip Verduie és Jeremiah „Jam” Bruce – egy Kiss feldolgozás-zenekarban zenél. Terveik szerint a következő napon elutaznak Detroitba, hogy egy koncerten végre élőben is láthassák kedvenceiket. Jam bigottan vallásos és konzervatív anyja (aki gyűlöli a szerinte sátánista rockbandát) keresztülhúzza számításaikat: rátalál a jegyekre, elégeti azokat és fiát büntetésből egy bentlakásos katolikus iskolába viszi.
Trip egy rádiós műsorba betelefonálva jegyeket és a kulisszák mögé szóló belépőket nyer és az iskolából megszökve társaival együtt elindul kiszabadítani Jamet. A bentlakásos iskolába magukat pizzafutárnak álcázva jutnak be és hallucinogén gombát csempésznek Phillip McNulty atyának, Jam felügyelő tanárának a pizzájára. A zűrzavart kihasználva kimenekítik barátjukat és a Lex anyjától „kölcsönvett” autóval folytatják útjukat. Útközben az autópályán egy nézeteltérés miatt verekedésbe keverednek egy diszkós társasággal és helybenhagyják őket. Hamarosan stopposként csatlakozik hozzájuk egy Christine nevű lány. Ő szintén a korábbi diszkós társaság tagja volt, de barátait kötekedő viselkedésük miatt már a verekedés előtt faképnél hagyta és gyalog indult el Detroit felé.
Detroitba érve a fiúk rájönnek, hogy mégsem nyertek jegyeket (Trip ugyanis nem maradt telefonvonalban és nem adta meg személyes adatait a műsorvezetőnek), ráadásul autójukat is ellopják. A társaság négyfelé szakad és mindenki egyedül próbál meg másfél óra alatt jegyet szerezni. Egy jegyüzér tanácsára az egyébként súlyosan lámpalázas Hawk indul egy pénzdíjas sztriptízversenyen, lerészegedik, de nem sikerül nyernie. Egy idősebb nő, Amanda Finch pénzt ajánl neki egy szexuális együttlétért, viszont a jegy időközben már elkelt. Trip egy vegyesboltban megkísérel kirabolni egy jeggyel rendelkező kisgyereket, a fiú hatalmas termetű bátyja, Chongo és barátai azonban kérdőre vonják. Veréssel fenyegetik meg és kárpótlásként 200 dollárt követelnek tőle. Trip szorult helyzetében a bolt kirabolását tervezi, ám egy valódi rabló megelőzi. Trip végül megakadályozza a rablást és 150 dolláros pénzjutalmat kap, melyből részben ki tudja fizetni „tartozását” Chongóékat (ők ettől függetlenül a hiányzó 50 dollár miatt megverik és elveszik tőle a pénztárcáját is).
Lex beoson a színpad mögé, ám a biztonságiak egy hajszát követően elkapják és kidobják egy dühödt kutyákkal teli sikátorba. Egy autóbontó műhelyben rátalál anyja ellopott autójára és a megkötözött Christine-re is. Az általa korábban megszelídített kutyák segítségével Lex megmenti a lányt az őt fogságba ejtő és megerőszakolni akaró autótolvajoktól.
Jam belefut egy Kiss-ellenes tüntetésbe, melyen anyja is részt vesz. Az asszony elveszi és kettétöri fia dobverőit és a közeli templomba vonszolja őt gyónásra. Itt Jam találkozik Beth Bumsteinnel, egy nemrég elköltözött osztálytársával, akivel kölcsönösen szerelmet vallanak egymásnak. A fiatalok szeretkeznek a gyóntatófülkében, majd búcsút vesznek egymástól. Szüzessége elvesztése után, újult magabiztossággal felvértezve Jam felkeresi és a többi demonstráló szülő előtt dühödten kérdőre vonja anyját basáskodásáért és álszentségért. Mrs. Bruce megdöbbenve, de mégis büszkén veszi tudomásul fia önállósodását és visszaadja neki dobverőit.
A fiúk üres kézzel találkoznak a másfél óra elteltével, ezért összeverik egymást, hogy úgy tűnjön, mintha kirabolták volna őket. A jegyszedők kétkedve fogadják a sztorit, de Trip észreveszi Chongo bandáját és őket vádolja meg a veréssel. Az őrök meg is találják náluk a Triptől ellopott tárcát, benne a fiú arcképes igazolványával. Chongóék jegyeivel sikerül bejutniuk a koncertre (ahol épp a film címadó dala szól), melynek végén Peter Criss elhajítja dobverőit és azok az örömittas Jam kezében landolnak.

## Szereplők
| Színész            | Szerep               | Magyar hang        |
| ------------------ | -------------------- | ------------------ |
| Edward Furlong     | Hawk                 | Simonyi Balázs     |
| Sam Huntington     | Jeremiah "Jam" Bruce | Markovics Tamás    |
| Giuseppe Andrews   | Lex                  | Glósz Viktor       |
| James DeBello      | Trip Verudie         | Minárovits Péter   |
| Lin Shaye          | Mrs. Bruce           | Kovács Nóra        |
| Melanie Lynskey    | Beth Bumstein        | Bogdányi Titanilla |
| Natasha Lyonne     | Christine            | Liptai Claudia     |
| Emmanuelle Chriqui | Barbara              | Németh Borbála     |
| Shannon Tweed      | Amanda Finch         | Farkasinszky Edit  |
| Nick Scotti        | Kenny                | Király Attila      |
| David Quane        | Bobby                | Selmeczi Roland    |
| Joe Flaherty       | Phillip McNulty atya | Rosta Sándor       |
| Ron Jeremy         | MC a sztriptízbárban |                    |
| Jason Biggs        | Jam osztálytársa     | nem szólal meg     |

A Kiss zenekar tagjai (Paul Stanley, Gene Simmons, Peter Criss, Ace Frehley) önmagukat alakítják a filmben.

## Fogadtatás

### Bevételi adatok
A film 1999. augusztus 13-án nyitott 1802 moziban, a nyitó hétvégén 2 005 512 dolláros bevételt (és az amerikai bevételek terén 13. helyet) szerezve. Végül azonban csupán 4 2017 115 dollárt termelt az amerikai mozikban, míg a nemzetközi eladásokból további 1 608 199 dollárt, így az összbevétele 5 825 314 dollár lett. A nagyjából 16 milliós (a Box Office Mojo weboldal szerint 34 milliós) költségvetés mellett a film így anyagi bukásnak számított.

### Kritikai visszhang
A Detroit Rock City fogadtatása vegyes volt; a Rotten Tomatoes weboldalon 41 kritika alapján 49%-on áll, ugyanott a nézők 82%-ra értékelték. A Metacriticen 18 kritikus értékelte a filmet, 100-ból 33 pontra, amely a weboldalon „általánosan kedvezőtlen” besorolást jelent.
A The A.V. Club kritikusa szerint „a Detroit Rock City olyan ostoba, fájdalmasan kiszámítható és minden viccet durván mellőző silányság, amely jó eséllyel még a »Kiss-hadsereg« (vagyis az együttes rajongótáborának) leghiszékenyebb és legkönnyebben kedvében járható tagjainak sem fog tetszeni”.

## A film zenéje
A film betétdalait tartalmazó album 1999. augusztus 3-án jelent meg a Mercury Records kiadásában.
Számlista
1. Everclear – The Boys Are Back in Town (4:05)
2. Kiss – Shout It Out Loud (2:47)
3. Van Halen – Runnin' with the Devil (3:34)
4. Pantera – Cat Scratch Fever (3:48)
5. Black Sabbath – Iron Man (5:54)
6. Marilyn Manson – Highway to Hell (3:46)
7. Drain STH – 20th Century Boy (4:28)
8. Kiss – Detroit Rock City (3:35)
9. Thin Lizzy – Jailbreak (4:00)
10. Cheap Trick – Surrender (4:22)
11. David Bowie – Rebel Rebel (4:25)
12. The Donnas – Strutter (2:57)
13. The Runaways – School Days (2:51)
14. The Sweet – Little Willy (3:10)
15. Kiss – Nothing Can Keep Me from You (4:04)

## Fordítás
- Ez a szócikk részben vagy egészben  a   Detroit Rock City (film) című angol Wikipédia-szócikk fordításán alapul.  Az eredeti cikk szerkesztőit annak laptörténete sorolja fel. Ez a jelzés csupán a megfogalmazás eredetét és a szerzői jogokat jelzi, nem szolgál a cikkben szereplő információk forrásmegjelöléseként.